# Кокан (самоврядна зона)
Кокан (бірм. ကိုးကန့် ကိုယ်ပိုင်အုပ်ချုပ်ခွင့်ရ ဒေသ (kóka̰ɴ kòbàɪɴ ʔoʊʔtɕʰoʊʔ kʰwɪ̰ɴja̰ dèθa̰)) — самоврядна зона в штаті Шан (національний округ) М'янми, де проживає однойменна народність кокан (м'янманські китайці). Самоврядна зона ділиться на 2 повіти. Створена в 2008 році.